# Robbie Fowler

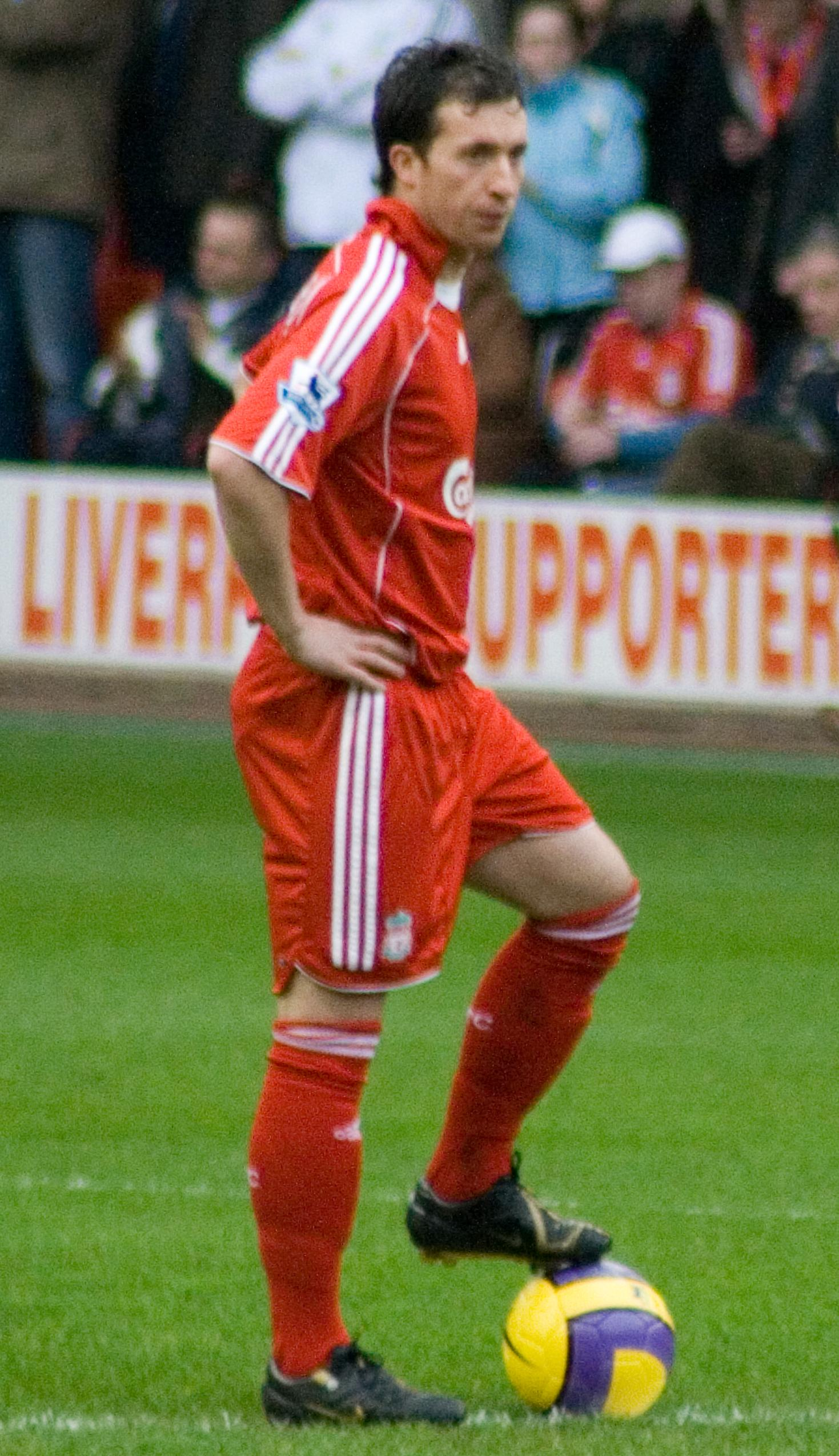
Robbie Fowler i Liverpool FC 2007.

Robert Bernard "Robbie" Fowler, född 9 april 1975 i Liverpool, är en engelsk före detta fotbollsspelare (anfallare).

## Biografi
Robbie Fowler började sin karriär hos Liverpool FC när han var elva år, trots att han som ung var supporter för rivalerna Everton. Fowler fick sitt stora genombrott säsongen 1993/1994 då han på 34 matcher gjorde 18 mål. Han följde upp det fantastiska debutåret med att de följande tre säsongerna göra över 30 mål. Många Liverpoolfans minns matchen mot Arsenal 1994 då Fowler slog Premier League-rekord för snabbaste hattrick genom att göra tre mål inom fyra minuter och 33 sekunder. Den 27 mars 1996 fick Fowler för första gången representera England på landslagsnivå när han blev inbytt i en match mot Bulgarien. Fowler ingick även i det engelska laget vid EM 1996.
Mot slutet av 1990-talet började det dock gå sämre för Fowler, både på grund av skador och på grund av kontroversiella händelser. Han missade VM 1998 efter att ha gått skadad halva säsongen och året efter fick han böta 60 000 pund och blev avstängd i fyra matcher efter att ha firat ett mål med att simulera att han snortade kokain från mållinjen. Bakgrunden var att det gick det många rykten om Fowler att han använde kokain. Efter att ha blivit hånad och anklagad för detta av Everton-supportrar under hela matchen svarade Fowler med den ökända målgesten efter ett mål. Det började även gå sämre på planen för Fowler under den här tiden. Med de engelska landslagsspelarna Michael Owen och Emile Heskey i laget fick han allt mindre speltid av managern Gérard Houllier. Detta samt ett bråk med assisterande tränaren Phil Thompson gjorde att Liverpool sålde Fowler till Leeds United julen 2001 för 11 miljoner pund, vilket var en rekordförsäljning för Liverpool.
Detta blev dock inte någon lyckad övergång för Fowler även om han fortsatte att göra mål ganska kontinuerligt. Leeds hade stora ekonomiska problem och tvingades sälja sina bästa spelare. Fowler hamnade i Manchester City och debuterade för klubben den 1 februari 2003 mot West Bromwich Albion. Här fortsatte det att gå utför för Fowler och målen uteblev. Han började också få problem med sin fysiska status och spelade sällan hela matcherna, dessutom förföljdes han av skadeproblem.
En liten vändning (i alla fall för honom personligen) kom i januari 2006 då han värvades tillbaka till Liverpool av Rafael Benitez. Fowler var överlycklig av att vara tillbaka i Liverpool och även om många Liverpool-supportrar tvivlade på att han skulle tillföra något på planen var de glada att ha honom tillbaka. Under resterande delen av säsongen märktes det att han var långt ifrån fulltränad men hans spelsinne fanns fortfarande kvar. Han gjorde 6 mål under våren och belönades med ett nytt kontrakt.
Robbie Fowler är en av de absolut största spelarna i Liverpools historia. I sin näst sista match för Manchester City gjorde Fowler ett mål i derbyt mot Manchester United (en av Liverpools största rivaler). Fowler firade målet genom att framför United-klacken hålla upp fem fingrar för att symbolisera Liverpools fem segrar i Europacupen/Champions League mot Manchester Uniteds då två segrar. Sådana här händelser har bidragit till att han är älskad av Liverpool-fansen och han kallas för God (Gud) i den röda sidan av staden.

## Meriter
- Engelska ligacupen: 1995 och 2001
- Engelska FA-cupen: 2001 och 2006
- UEFA-cupen: 2001